# دووگووکا (استان اشوی‌داشکسیه)
دووگووکا (به لهستانی: Długołęka) یک منطقهٔ مسکونی در لهستان است که در گمینا اوشک (استان اشوی‌داشکسیه) واقع شده‌است. دووگووکا ۱۴۹ متر بالاتر از سطح دریا واقع شده‌است.